# Cronologia da Guerra do Paraguai

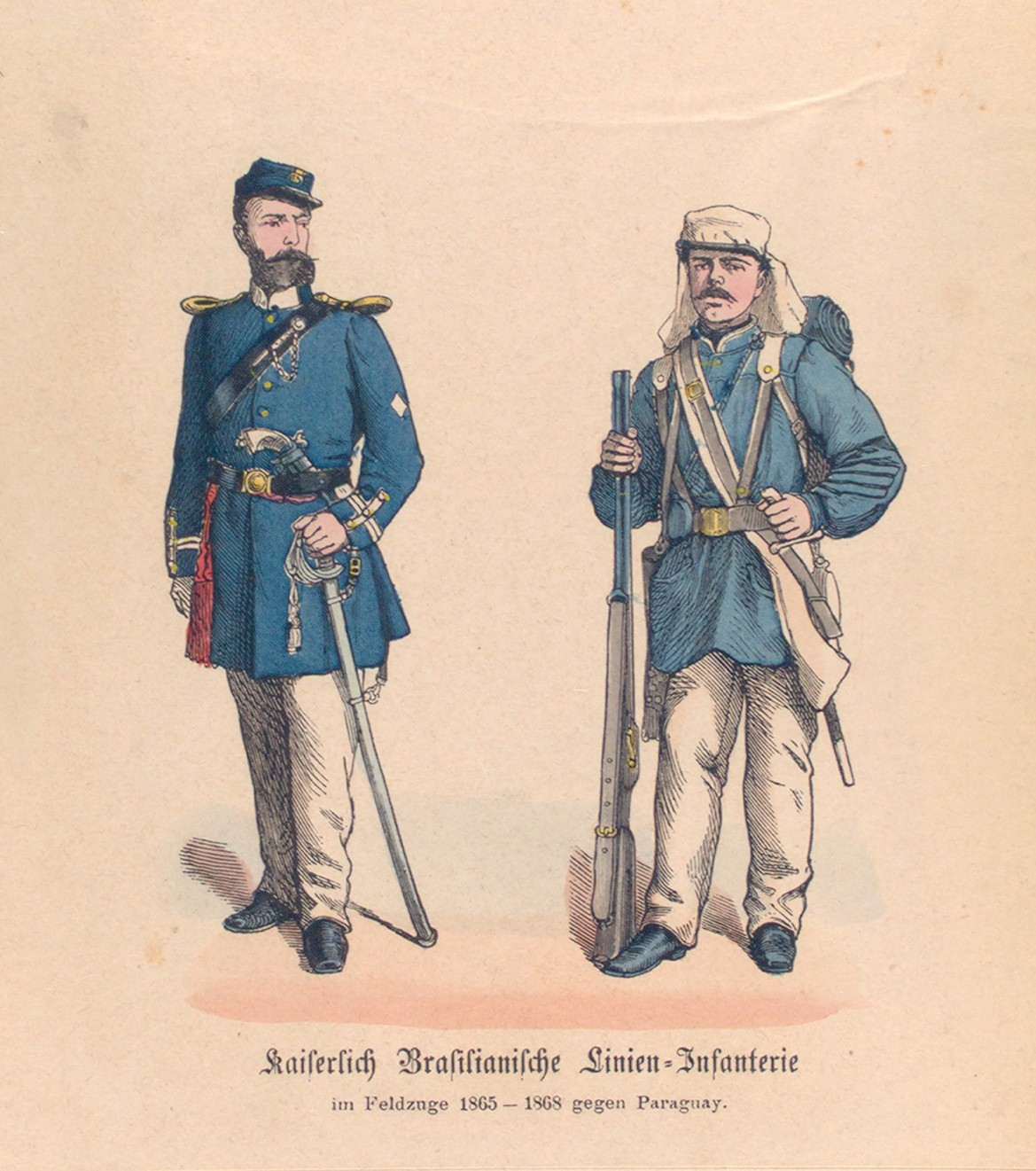
Oficial e soldado do Império do Brasil com uniformes da Guerra do Paraguai.

Esta é uma cronologia da Guerra do Paraguai. A Guerra do Paraguai foi o maior conflito armado internacional ocorrido na América Latina. Foi travada entre o Paraguai e a Tríplice Aliança, composta pelo Império do Brasil, Argentina e Uruguai. Ela se estendeu de dezembro de 1864 a março de 1870. É também chamada Guerra da Tríplice Aliança, na Argentina e no Uruguai, e de Guerra Grande, Guerra Contra a Tríplice Aliança e Guerra-Guaçu no Paraguai.

## Cronologia dos eventos

### 1811
- 15 de maio - Independência do Paraguai é proclamada.[1]

### 1814
- 12 de junho - Início do governo do doutor José Gaspar Rodríguez de Francia no Paraguai (até 20 de setembro de 1840).[1]

### 1840
- 20 de setembro - Morte do ditador paraguaio José Gaspar Rodríguez de Francia.[1]

### 1844
- 13 de março - Início do governo de Carlos Antonio López, no Paraguai (até 10 de setembro de 1862).[2]
- 14 de setembro - O Brasil reconhece a independência do Paraguai.[3]

### 1852
- A Argentina reconhece o Paraguai.[4]
- Acordo de livre navegação no Rio Paraná.[5]

### 1860
- Bernardo Berro (Blanco) é eleito presidente do Uruguai.[6] Adota posição mais dura com relação à penetração brasileira através do Rio Grande do Sul.

### 1862
- 10 de setembro - Francisco Solano López assume a Presidência do Paraguai, depois da morte de seu pai Carlos Antonio López.[7]
- 12 de outubro - O general Bartolomé Mitre, governador de Buenos Aires, se torna o primeiro presidente constitucional da Argentina Unida.[8]

### 1863
- Abril - O general uruguaio Venancio Flores, do Partido Colorado, apoiado por Mitre e pelos liberais brasileiros do Rio Grande do Sul, invade o Uruguai.[9]
- Julho - Missão uruguaia enviada a Assunção tenta aliança com López contra o Brasil e a Argentina.[10]
- Setembro a novembro - O Paraguai alerta a Argentina sobre a necessidade de preservação da independência uruguaia para não haver quebra do equilíbrio de poder na região do Prata.

### 1864
- Fevereiro - Mobilização militar geral no Paraguai.[11]
- Março - O presidente Bernardo Berro (do partido Blanco) renuncia no Uruguai e entrega o Poder Executivo para Atanasio Aguirre, presidente do Senado.[6]
- 4 de agosto - Ultimato brasileiro ao Uruguai: cumprimento das exigências ou retaliação.[10]
- 30 de agosto - Paraguai dá ultimato ao Brasil para que não intervenha no Uruguai.[12]
- 16 de outubro - Tropas brasileiras invadem o Uruguai em apoio a Venancio Flores. Marinha do Brasil bloqueia Montevidéu. Paraguai considera a agressão como um ato de guerra.[10]
- 12 de novembro - Paraguai toma o navio a vapor brasileiro Marquês de Olinda em Assunção. O navio transportava o novo governador da província de Mato Grosso.[13] O Brasil responde, cortando relações diplomáticas com o Paraguai.
- 13 de dezembro - O Paraguai formalmente declara guerra ao Brasil e inicia a invasão do Mato Grosso.[14]

### 1865
- 7 de janeiro - O governo brasileiro cria os corpos de Voluntários da pátria.[15]
- 18 de março - Paraguai declara guerra à Argentina e invade a província de Corrientes.[16]
- 13 de abril - Forças paraguaias capturam a cidade de Corrientes.[17]
- 14 de abril - Ocupação de Corrientes pelas forças paraguaias.[18]
- 1 de maio - Assinatura do Tratado da Tríplice Aliança entre Brasil, Argentina e Uruguai contra o Paraguai. Seus objetivos são a derrubada de Solano López, a livre navegação dos rios da bacia do Prata e –uma cláusula secreta- a anexação de parte do território em disputa com o Paraguai por Argentina e Brasil.[19]
- Maio a junho - Exército paraguaio comandado pelo coronel Antonio de la Cruz Estigarribia cruza as Misiones e invade o Rio Grande do Sul, em São Borja.[20]
- 9 de maio - A República Argentina declara guerra ao Paraguai.
- 25 de maio - Reconquista e evacuação da cidade de Corrientes.
- 11 de junho - Batalha de Riachuelo. Esquadra paraguaia ataca a brasileira, mas é derrotada. Com isso, o Paraguai torna-se bloqueado, incapaz de receber armas e auxílio do exterior.[10]
- 5 de agosto - Tropas paraguaias capturam Uruguaiana, Rio Grande do Sul.
- 12 de agosto - Batalha de Paso de las Cuevas.
- 13 de agosto - O exército de voluntários brasileiros embarca para a Guerra do Paraguai.
- 17 de agosto - Batalha de Javaí ou Yataí. As tropas da Tríplice Aliança (Brasil, Argentina e Uruguai) atacam uma coluna paraguaia das tropas.
- Setembro - A casa bancária Rothschilds empresta 7 milhões de libras esterlinas ao Brasil.
- 14 de setembro - Estigarribia se rende a Dom Pedro II (em sua única visita aos campos de batalha), Mitre e Venancio Flores, em Uruguaiana.
- 18 de setembro - Rendição de Uruguaiana.
- Setembro a novembro - Forças paraguaias se retiram ao longo do rio Paraná e iniciam fase defensiva da guerra, mas ainda mantém ocupado território em Mato Grosso.

### 1866
- 31 de janeiro - Batalha de Corrales.[21]
- 16 de abril - Forças aliadas cruzam o rio Paraná e iniciam a invasão do Paraguai. No mesmo dia começa a Batalha do Passo da Pátria.[22]
- 17 de abril - Combate de Laguna Sirena e Batalha de Itapirú.
- 18 de abril - Ocupação brasileira da Fortaleza de Itapirú.
- 2 de maio - Batalha de Estero Bellaco.[21]
- 24 de maio - Batalha de Tuiuti, a maior da história latino-americana. Paraguaios tentam desalojar força invasora, mas são derrotados.[23]
- 10 a 11 de julho - Batalha de Yataytí-Corá (Paraguai).
- 16 a 18 de julho - Batalha de Boquerón.
- 18 de julho - Batalha de Sauce.
- 3 de agosto - Os liberais voltam ao poder no Brasil.[24]
- 3 de setembro - Vitória aliada em Curuzu.[25]
- 12 de setembro - Entrevista de Yataity-Corá: o Encontro entre Mitre e López, em Yatayti-Corá, fracassa na tentativa de acabar com a Guerra.[26]
- 22 de setembro - Batalha de Curupaiti se torna a maior derrota aliada da guerra. Tropas são massacradas ao atacarem de peito aberto as trincheiras paraguaias.[21]
- Outubro - O então marquês, futuro duque de Caxias, Luís Alves de Lima e Silva, assume o comando das forças brasileiras de terra e mar.[27]
- 6 de novembro - Liberdade gratuita aos escravos designados para o serviço do exército.[28]

### 1867
- Maio a junho - Fracassa expedição brasileira ao Mato Grosso, no episódio conhecido como a Retirada da Laguna.[29]
- 13 de junho - Retomada de Corumbá, sob o comando do marechal Antônio Maria Coelho.[30]
- 24 de junho - Primeira operação militar aérea (com balão) brasileira.[31]
- 22 de julho - Forças aliadas, sob comando temporário de Caxias enquanto Mitre está na Argentina, iniciam manobra para flanquear a fortaleza paraguaia de Humaitá, que bloqueia o acesso rio acima.
- 2 de agosto - Ocupação aliada da posição norte de Humaitá.
- 15 de agosto - Os aliados forçam a passagem de Curupaiti.[32]
- 20 de setembro - Fracassa a tentativa brasileira de desembarque e ocupação da Vila de Pilar.[33]
- 2 de novembro - Inicia-se o cerco aliado de Humaitá.[34]
- 3 de novembro - Segunda Batalha de Tuiuti. As forças paraguaias atacam, mas fracassam na tentativa de deter o movimento do cerco de Humaitá.[35]
- 25 de dezembro - Em Paso Ipohy os paraguaios atacam de surpresa um batalhão de voluntários da pátria, derrotando-os mesmo com um número inferior de soldados.[36]

### 1868
- 13 de janeiro - Caxias substitui Mitre como comandante aliado.[37] Mitre volta a Buenos Aires.[24] Neste momento, a maior parte das tropas da aliança é brasileira, com contingentes simbólicos argentinos e uruguaios.
- 18 de fevereiro - Couraçados brasileiros forçam a passagem rio acima por Humaitá.[24]
- 19 de fevereiro - Rebelião no Uruguai liderada pelo ex-presidente blanco Bernardo Berro. Flores é assassinado, mas a revolta fracassa e Berro também é morto.[24] Ocorre o Combate de Laguna Cierva.[38]
- 22 de fevereiro - Navios brasileiros bombardeiam Assunção e se retiram.
- Março - López foge para o norte do Paraguai.
- 12 de junho - Eleições na Argentina. O aliado de Mitre, Rufino Elizalde, é derrotado por Domingo Faustino Sarmiento, que faz campanha contra a guerra.[24]
- 15 de julho - Fracassa um ataque brasileiro contra Humaitá.
- 16 de julho - Assume gabinete conservador no Brasil, liderado pelo Visconde de Itaboraí.
- 25 de julho - Tomada da principal fortaleza paraguaia, a de Humaitá.
- 5 de agosto - Aliados ocupam Humaitá.
- Dezembro - Caxias vence os paraguaios em um série de batalhas conhecida como a "dezembrada"[24] - Itororó, Avaí, Lomas Valentinas, Angostura. López consegue escapar do cerco em Lomas Valentinas e segue na direção da cordilheira a leste de Assunção.[39]
- 6 de dezembro - Batalha de Itororó. Primeira batalha de séries lutando o mês de dezembro entre as tropas brasileiras e paraguaias.[40]
- 11 de dezembro - Batalha de Avaí.[21]
- 21 de dezembro - Primeira batalha de Itaibaté. Derrota brasileira, causa 1 mil mortos e 3.250 feridos.
- 24 de dezembro - Solano López, intimado a render-se, foge para Cerro Corá.
- 21 a 27 de dezembro - Segunda batalha de Itaibaté ou Lomas Valentinas.[21]
- 30 de dezembro - Rendição de Angostura.[39]

### 1869
- 1 de janeiro - Tomada de Assunção.[41]
- 5 de janeiro - Assunção é ocupada por Caxias, que considera a guerra terminada e se retira do teatro de operações.[41]
- 15 de abril - O Conde d'Eu, genro de Dom Pedro II, se torna novo comandante-em-chefe das forças brasileiras e prossegue a perseguição à Lopez.[41]
- 28 de abril - López ordena a execução de diversas famílias paraguaias que ele julgava serem conspiradores no que ficou conhecido como Massacre de Concepcíon.[42]
- 11 de junho - Governo provisório paraguaio assume em Assunção.
- 12 de agosto - Combate de Peribebuí. Forças aliadas tomam a capital provisória de López, Peribebuí. João Manuel Mena Barreto, comandante da 1ª divisão de cavalaria, é ferido em combate e depois morre em consequência dos ferimentos.[43]
- 16 de agosto - Última grande batalha: Batalha de Acosta Ñu ou Campo Grande. Forças paraguaias, compostas em parte por velhos e crianças, são aniquiladas. López escapa.[44]

### 1870
- 1 de março - López é morto em Cerro Corá pelos brasileiros. Fim da Guerra do Paraguai.[21]
- Julho - Eleições para Assembleia Constituinte no Paraguai. Constituição promulgada em novembro.[45]
- Os Voluntários da Pátria são recebidos no Rio de Janeiro com indiferença pelo Imperador e autoridades.

### 1872
- 9 de janeiro - Tratado da paz cede ao Brasil o território entre os rios Apa e Branco, no Mato Grosso do Sul.[45]

### 1876
- Fevereiro - Tratado da paz cede para à Argentina os territórios em litígio das Misiones,[45] entre os rios Bermejo e Pilcomayo. Os territórios entre os rios Pilcomayo e Verde foram submetidos ao arbítrio norte-americano, que concedeu a região ao Paraguai.
- 22 de junho - Saem os últimos soldados de ocupação brasileiros do Paraguai.[45] Em 1879, sairão os últimos soldados de ocupação argentinos.